# كرة القدم الأحد في أيرلندا الشمالية
تٌعد مسألة اللعب كرة القدم يوم الأحد مسألة مثيرة للجدل في أيرلندا الشمالية. حتى عام 2008، قام الاتحاد الأيرلندي لكرة القدم تحت المادة 27، بحظر على الأندية التابعة لها من لعب مباريات كرة القدم في يوم الأحد. جاء الحظر في البداية لمراعاة الأغلبية المسيحية البروتستانتية في أيرلندا الشمالية بسبب الالترام الديني وأعتبار يوم الأحد يوم راحة، ولكن أيضًا كوسيلة لمحاربة التعديات المتصورة على ثقافتهم من قبل الكاثوليك. ومنذ إلغاء الحظر، بدأت الفرق لعب المباريات في يوم الأحد إذا كان لديهم اتفاق متبادل، على الرغم من أن بعض الفرق مثل نادي لينفيلد لديها قواعد ضد لعب المباريات في يوم الأحد.
وكان منتخب أيرلندا الشمالية لكرة القدم يقوم بإتباع سياسة عدم اللعب يوم الأحد. وتم تعديل هذه السياسة في وقت لاحق للسماح لأيرلندا الشمالية للعب يوم الأحد بعيدًا عن المنزل قبل أن يتم تعليقها بشكل غير رسمي بسبب التغيرات في قواعد الاتحاد الأوروبي لكرة القدم بشأن مواعيد اللعب لتصفيات المسابقة الدولية. يوم 29 مارس عام 2015، لعبت المنتخب الوطني أول مباراة في يوم الأحد ضد فنلندا.